# Discografia de Bob Marley & The Wailers
A maioria das primeiras músicas de Bob Marley foi gravada com Peter Tosh e Bunny Wailer, que juntamente com Marley eram os mais proeminentes membros do grupo The Wailers. Em 1972, os Wailers tiveram seu primeiro sucesso fora da Jamaica quando  Johnny Nash gravou uma versão cover da canção "Stir It Up", que se tornou sucesso no Reino Unido. O álbum de 1973, Catch a Fire, foi lançado no mundo todo e vendeu bem. Foi seguido por Burnin' que inclui o sucesso "I Shot the Sheriff", que se tornou sucesso na versão de Eric Clapton em 1974.
Peter Tosh e Bunny Wailer deixaram os Wailers em 1974. Bob Marley prosseguiu com Bob Marley and the Wailers, que incluía a Wailers Band e as  I Threes. Em 1975, ele teve seu primeiro sucesso solo fora da Jamaica com  "No Woman, No Cry," do álbum Natty Dread. Seus álbuns subsequentes, incluindo Rastaman Vibration, Exodus, Kaya, Survival e o último álbum lançado em vida, Uprising, foram grandes sucessos internacionais de vendas. Entre 1991 e 2007 Bob Marley and The Wailers venderam mais de 21 milhões de discos. Estas estatísticas só começaram a ser feitas 10 anos após a morte do músico.
A Roots Reggae Library criou uma visão geral de toda a música lançada pelos The Wailers, antes de seu contato com a Island Records. Esta visão geral é uma índice de todos os singles gravados, completado com 6 álbuns de Ska e 11 de Rocksteady.

## Álbuns

### Álbuns de estúdio
| Título                                 | Detalhes                                                                | Pico nas paradas | Pico nas paradas | Pico nas paradas | Pico nas paradas | Pico nas paradas | Pico nas paradas | Pico nas paradas | Certificações                            |
| Título                                 | Detalhes                                                                | US               | US R&B           | AUT              | NOR              | NZ               | SWE              | UK               | Certificações                            |
| -------------------------------------- | ----------------------------------------------------------------------- | ---------------- | ---------------- | ---------------- | ---------------- | ---------------- | ---------------- | ---------------- | ---------------------------------------- |
| The Wailing Wailers                    | - Lançamento: 1965 - Selo: Studio One - Formato:                        | —                | —                | —                | —                | —                | —                | —                |                                          |
| Soul Rebels                            | - Lançamento: dezembro de 1970 - Selo: Upsetter/Trojan - Formato:       | —                | —                | —                | —                | —                | —                | —                |                                          |
| Soul Revolution                        | - Lançamento: 1971 - Selo: Upsetter/Trojan - Formato:                   | —                | —                | —                | —                | —                | —                | —                |                                          |
| The Best of The Wailers                | - Lançamento: agosto de 1971 - Selo: Beverley's - Formato:              | —                | —                | —                | —                | —                | —                | —                |                                          |
| Catch a Fire                           | - Lançamento: 13 de abril de 1973 - Selo: Island/Tuff Gong - Formato:   | 171              | 51               | —                | —                | —                | —                | —                | - UK: Prata                              |
| Burnin'                                | - Lançamento: 19 de outubro de 1973 - Selo: Island/Tuff Gong - Formato: | 151              | 41               | —                | —                | —                | —                | —                | - EUA: Ouro - UK: Prata                  |
| Natty Dread                            | - Lançamento: 25 de outubro de 1974 - Selo: Island/Tuff Gong - Formato: | 92               | 44               | —                | —                | 44               | —                | 43               | - UK: Ouro                               |
| Rastaman Vibration                     | - Lançamento: 30 de abril de 1976 - Selo: Island/Tuff Gong - Formato:   | 8                | 11               | —                | 14               | 26               | 45               | 15               | - EUA: Ouro - UK: Ouro                   |
| Exodus                                 | - Lançamento: 3 de junho de 1977 - Selo: Island/Tuff Gong - Formato:    | 20               | 15               | 21               | 12               | 12               | 14               | 8                | - CAN: 8× Platina - EUA: Ouro - UK: Ouro |
| Kaya                                   | - Lançamento: 23 de março de 1978 - Selo: Island/Tuff Gong - Formato:   | 50               | 50               | —                | 6                | 6                | 14               | 4                | - EUA: Ouro - UK: Ouro                   |
| Survival                               | - Lançamento: 2 de outubro de 1979 - Selo: Island/Tuff Gong - Formato:  | 70               | 32               | —                | 10               | 14               | 17               | 20               | - CAN: 2× Platinum - SPA: Platina        |
| Uprising                               | - Lançamento: 10 de junho de 1980 - Selo: Island/Tuff Gong - Formato:   | 45               | 41               | 6                | 6                | 1                | 3                | 6                | - EUA: Ouro                              |
| Confrontation                          | - Lançamento: 23 de maio de 1983 - Selo: Island/Tuff Gong - Formato:    | 55               | 31               | 18               | 12               | 6                | 16               | 5                | - EUA: Ouro                              |
| "—" denota que não entrou nas paradas. |                                                                         |                  |                  |                  |                  |                  |                  |                  |                                          |

### Álbuns ao vivo
| Live!                                  | - Lançamento: 5 de dezembro de 1975 - Selo: Island/Tuff Gong - Formato:  | 90  | — | 47 | — | 29 | —  | 38 | - US: Ouro - UK: Prata |
| Babylon by Bus                         | - Lançamento: 10 de novembro de 1978 - Selo: Island/Tuff Gong - Formato: | 102 | — | 58 | — | 44 | —  | 40 |                        |
| Talkin' Blues                          | - Lançamento: 4 de fevereiro de 1991 - Selo: Island/Tuff Gong - Formato: | 103 | 2 | —  | — | 31 | 40 | —  |                        |
| Live at the Roxy                       | - Lançamento: 24 de junho de 2003 - Selo: Island/Tuff Gong - Formato:    | —   | — | —  | 5 | —  | —  | —  |                        |
| Live Forever                           | - Lançamento: 2011 - Selo: Island/Tuff Gong - Formato:                   | 14  | — | 4  | 1 | —  | 74 | —  |                        |
| Easy Skanking in Boston 78             | - Lançamento: 2015 - Selo: Island/Tuff Gong - Formato:                   | —   | — | —  | 1 | —  | —  | —  |                        |
| "—" denota que não entrou nas paradas. |                                                                          |     |   |    |   |    |    |    |                        |

### Compilações

#### Island/Tuff Gong
| Título                                              | Detalhes | Pico nas paradas | Pico nas paradas | Pico nas paradas | Pico nas paradas | Pico nas paradas | Pico nas paradas | Pico nas paradas | Pico nas paradas | Pico nas paradas | Pico nas paradas | Pico nas paradas | Pico nas paradas | Pico nas paradas | Pico nas paradas | Certificações                                         |
| Título                                              | Detalhes | US               | US R&B           | US Reggae        | AUS              | CAN              | FIN              | ITA              | NLD              | NOR              | NZ               | SPA              | SWE              | SWI              | UK               | Certificações                                         |
| --------------------------------------------------- | --- | ---------------- | ---------------- | ---------------- | ---------------- | ---------------- | ---------------- | ---------------- | ---------------- | ---------------- | ---------------- | ---------------- | ---------------- | ---------------- | ---------------- | ----------------------------------------------------- |
| Legend                                              | - Lançamento: 8 de maio de 1984 - Selo: Island/Tuff Gong - Formato: Cassette, CD, LP, Digital Download, Blu-ray | 5                | 34               | 1                | 14               | —                | 11               | —                | 1                | 8                | 1                | 41               | 10               | 23               | 1                | - CAN: 2x Platina - UK: 11x Platina - US: 15x Platina |
| Rebel Music                                         | - Lançamento: 1986 - Selo: Island/Tuff Gong - Formato:                                                          | 140              | —                | —                | —                | —                | —                | —                | —                | —                | 3                | —                | —                | —                | 54               |                                                       |
| Natural Mystic: The Legend Lives On                 | - Lançamento: 23 de maio de 1995 - Selo: Island/Tuff Gong - Formato:                                            | 67               | —                | 1                | 39               | —                | —                | —                | 24               | 34               | 3                | —                | 14               | 10               | 5                | - EUA: Ouro - UK: Ouro                                |
| One Love: The Very Best of Bob Marley & The Wailers | - Lançamento: 22 de maio de 2001 - Selo: Island/Tuff Gong - Formato:                                            | 60               | 45               | 1                | 16               | 10               | 12               | 3                | 3                | 2                | 2                | —                | 2                | 8                | 5                | - UK: Ouro - AUS: Platina - CAN: Platina              |
| Gold                                                | - Lançamento: 11 de janeiro de 2005 - Selo: Island/Tuff Gong - Formato:                                         | —                | —                | 1                | —                | —                | —                | —                | —                | —                | —                | —                | —                | —                | —                | - CAN: Ouro                                           |
| Africa Unite: The Singles Collection                | - Lançamento: 8 de novembro de 2005 - Selo: Island/Tuff Gong - Formato:                                         | 101              | 49               | 3                | —                | —                | —                | —                | 66               | —                | —                | —                | 9                | 93               | 26               | - UK: Ouro                                            |
| "—" denota que não entrou nas paradas.              | |                  |                  |                  |                  |                  |                  |                  |                  |                  |                  |                  |                  |                  |                  |                                                       |

### Álbuns de remixes

#### Island/Tuff Gong
| Título                                         | Detalhes                                                                  | Pico nas paradas | Pico nas paradas | Pico nas paradas | Pico nas paradas | Pico nas paradas | Pico nas paradas | Certificações                      |
| Título                                         | Detalhes                                                                  | US               | US R&B           | US Reggae        | AUT              | NZ               | SWI              | Certificações                      |
| ---------------------------------------------- | ------------------------------------------------------------------------- | ---------------- | ---------------- | ---------------- | ---------------- | ---------------- | ---------------- | ---------------------------------- |
| The Never Ending Wailers                       | - Lançamento: 1993 - Selo: RAS, Tuff Gong - Formato: CD, LP               | —                | —                | —                | —                | —                | —                |                                    |
| Dreams of Freedom: Ambient Translations in Dub | - Lançamento: 23 de setembro de 1997 - Selo: Axiom - Formato:             | —                | —                | 1                | —                | —                | —                |                                    |
| Chant Down Babylon                             | - Lançamento: 16 de novembro de 1999 - Selo: Island - Formato: CS, CD, LP | 60               | 21               | 1                | 49               | 6                | 23               | - CAN: Ouro - SWE:Ouro - EUA: Ouro |
| Roots, Rock, Remixed                           | - Lançamento: 2007 - Selo: Tuff Gong - Formato: CD                        | —                | —                | 11               | —                | —                | —                |                                    |
| B Is for Bob                                   | - Lançamento: 23 de junho de 2009 - Selo: Tuff Gong - Formato: CD         | 77               | —                | 1                | —                | —                | —                |                                    |
| In Dub, Vol. 1                                 | - Lançamento: 2012 - Selo: Tuff Gong - Formato: CD                        | —                | —                | 1                | —                | —                | —                |                                    |
| Legend: Remixed                                | - Lançamento: 2013 - Selo: Tuff Gong - Formato: CD                        | 89               | —                | 1                | —                | —                | —                |                                    |
| "—" denota que não entrou nas paradas          |                                                                           |                  |                  |                  |                  |                  |                  |                                    |

### Box sets
| Título                                                  | Detalhes                                                               | Peak chart positions | Peak chart positions | Peak chart positions | Peak chart positions | Certificações                               |
| Título                                                  | Detalhes                                                               | US                   | US R&B               | US Reggae            | UK                   | Certificações                               |
| ------------------------------------------------------- | ---------------------------------------------------------------------- | -------------------- | -------------------- | -------------------- | -------------------- | ------------------------------------------- |
| Songs of Freedom                                        | - Lançamento: 6 de outubro de 1992 - Selo: Island/Tuff Gong - Formato: | 86                   | 24                   | 2                    | 10                   | - CAN: Platina - UK: Prata - US: 2x Platina |
| The Complete Bob Marley & the Wailers 1967–1972, Part I | - Lançamento: 1997 - Selo: JAD - Formato:                              | —                    | —                    | 4                    | —                    |                                             |
| "—" denota que não entrou nas paradas.                  |                                                                        |                      |                      |                      |                      |                                             |

#### Island/Tuff Gong
- The Box Set (1982)
- Songs of Freedom (1992)

#### ROHIT Jagessar
- Bob Marley & The Wailers - All The Hits (1988)

#### JAD/Trojan
- The Early Years (1993)
- The Complete Bob Marley & the Wailers 1967–1972, Part I (1997)
- The Complete Bob Marley & the Wailers 1967–1972, Part II (1997)
- The Complete Bob Marley & the Wailers 1967–1972, Part III (1998)
- The Complete Upsetter Collection (2000)
- The Upsetter Singles Box' (2002)
- Grooving Kingston 12 (2004)
- Fy-ah, Fy-ah (2004)
- Man to Man (2004)

### Outros álbuns
| Título                                 | Detalhes                                               | Pico nas paradas | Pico nas paradas | Pico nas paradas | Pico nas paradas | Certificações |
| Título                                 | Detalhes                                               | US               | US R&B           | US Reggae        | UK               | Certificações |
| -------------------------------------- | ------------------------------------------------------ | ---------------- | ---------------- | ---------------- | ---------------- | ------------- |
| Interviews                             | - Lançamento: 1982 - Selo: Island/Tuff Gong - Formato: | —                | —                | —                | —                |               |
| Marley OST                             | - Lançamento: 2012 - Selo: Island/Tuff Gong - Formato: | 120              | 19               | 1                | 81               |               |
| "—" denota que não entrou nas paradas. |                                                        |                  |                  |                  |                  |               |

## Singles

### 1960
| Ano  | Título | Pico nas paradas | Pico nas paradas | Pico nas paradas | Pico nas paradas | Pico nas paradas | Pico nas paradas | Álbum               |
| Ano  | Título | CAN              | NZ               | UK               | US               | US R&B           | US Dance         | Álbum               |
| ---- | --- | ---------------- | ---------------- | ---------------- | ---------------- | ---------------- | ---------------- | ------------------- |
| 1962 | "Judge Not" / "Do You Still Love Me" (como Robert Marley & Beverley's Allstars)                             | —                | —                | —                | —                | —                | —                | Apenas singles      |
| 1962 | "One Cup of Coffee" / "Snowboy" / "Terror" (como Bobby Martell & Beverley's Allstars) / (como Bobby Martin) | —                | —                | —                | —                | —                | —                | Apenas singles      |
| 1964 | "Simmer Down" / "I Don't Need Your Love"                                                                    | –                | —                | —                | —                | —                | —                | The Wailing Wailers |
| 1964 | "Mr. Talkative" / "It Hurts to Be Alone"                                                                    | —                | —                | —                | —                | —                | —                | The Wailing Wailers |
| 1964 | "I Am Going Home" / "Destiny"                                                                               | —                | —                | —                | —                | —                | —                | Apenas singles      |
| 1964 | "Climb Up the Ladder" / "Straight and Narrow"                                                               | —                | —                | —                | —                | —                | —                | Apenas singles      |
| 1964 | "Donna" / "Don't Ever Leave Me"                                                                             | —                | —                | —                | —                | —                | —                | Apenas singles      |
| 1964 | "Tell Them Lord" / "Christmas Is Here"                                                                      | —                | —                | —                | —                | —                | —                | Apenas singles      |
| 1964 | "Do You Remember" / "Hoot Nanny Hoot"                                                                       | —                | —                | —                | —                | —                | —                | Apenas singles      |
| 1964 | "There She Goes" / "Lonesome Feelings"                                                                      | —                | —                | —                | —                | —                | —                | The Wailing Wailers |
| 1965 | "Hooligans" / "Maga Dog"                                                                                    | —                | —                | —                | —                | —                | —                | Apenas singles      |
| 1965 | "Hooligan Ska" / "Jerico Skank"                                                                             | —                | —                | —                | —                | —                | —                | Apenas singles      |
| 1965 | "Habits" / "Amen"                                                                                           | —                | —                | —                | —                | —                | —                | Apenas singles      |
| 1965 | "Jumbie Jamboree" / "I Should Have Known Better"                                                            | —                | —                | —                | —                | —                | —                | Apenas singles      |
| 1965 | "I Made a Mistake" / "The Vow"                                                                              | —                | —                | —                | —                | —                | —                | Apenas singles      |
| 1965 | "Diamond Baby" / "Where's the Girl for Me"                                                                  | —                | —                | —                | —                | —                | —                | Apenas singles      |
| 1965 | "Playboy" / "Your Love"                                                                                     | —                | —                | —                | —                | —                | —                | Apenas singles      |
| 1965 | "Love and Affection" / "Teenager in Love"                                                                   | —                | —                | —                | —                | —                | —                | The Wailing Wailers |
| 1965 | "And I Love Her" / "Do It Right"                                                                            | —                | —                | —                | —                | —                | —                | Apenas single       |
| 1965 | "One Love" / "Do You Feel the Same Way Too"                                                                 | —                | —                | —                | —                | —                | —                | The Wailing Wailers |
| 1965 | "Shame & Scandal" / "Sca Balena"                                                                            | —                | —                | —                | —                | —                | —                | Apenas single       |
| 1965 | "What's New Pussycat" / "Where Will I Find"                                                                 | —                | —                | —                | —                | —                | —                | The Wailing Wailers |
| 1965 | "I'm Still Waiting" / "Ska Jerk"                                                                            | —                | —                | —                | —                | —                | —                | The Wailing Wailers |
| 1965 | "White Christmas" / "Let the Lord Be Seen in You"                                                           | —                | —                | —                | —                | —                | —                | Apenas singles      |
| 1965 | "Another Dance" / "Somewhere to Lay My Head"                                                                | —                | —                | —                | —                | —                | —                | Apenas singles      |
| 1965 | "Rude Boy" / "Ringo's Theme"                                                                                | —                | —                | —                | —                | —                | —                | The Wailing Wailers |
| 1966 | "I Left My Sins" / "Just in Time"                                                                           | —                | —                | —                | —                | —                | —                | Apenas single       |
| 1966 | "(I'm Gonna) Put It On" / "Love Won't Be Mine This Way"                                                     | —                | —                | —                | —                | —                | —                | The Wailing Wailers |
| 1966 | "Good Good Rudie"                                                                                           | —                | —                | —                | —                | —                | —                | Apenas singles      |
| 1966 | "Cry to Me" / "Wages of Love"                                                                               | —                | —                | —                | —                | —                | —                | Apenas singles      |
| 1966 | "Lonesome Track" / "Sinner Man"                                                                             | —                | —                | —                | —                | —                | —                | Apenas singles      |
| 1966 | "Let Him Go" / "Sinner Man"                                                                                 | —                | —                | —                | —                | —                | —                | Apenas singles      |
| 1966 | "Rasta Shook Them Up" / "Ringo's Ska"                                                                       | —                | —                | —                | —                | —                | —                | Apenas singles      |
| 1966 | "Sunday Morning" / "He Who Feels It Knows It"                                                               | —                | —                | —                | —                | —                | —                | Apenas singles      |
| 1966 | "Rock Sweet Rock" / "Jerking Time"                                                                          | —                | —                | —                | —                | —                | —                | Apenas singles      |
| 1966 | "Dancing Shoes" / "Don't Look Back"                                                                         | —                | —                | —                | —                | —                | —                | Apenas singles      |
| 1967 | "Bend Down Low" / "Freedom Time"                                                                            | —                | —                | —                | —                | —                | —                | Apenas singles      |
| 1967 | "Hypocrite" / "Nice Time"                                                                                   | —                | —                | —                | —                | —                | —                | Apenas singles      |
| 1967 | "Mellow Mood" / "Thank You Lord"                                                                            | —                | —                | —                | —                | —                | —                | Apenas singles      |
| 1967 | "Stir It Up" / "The Train"                                                                                  | —                | —                | —                | —                | —                | —                | Apenas singles      |
| 1967 | "Bus Dem Shut" / "Lyrical Satirical I"                                                                      | —                | —                | —                | —                | —                | —                | Apenas singles      |
| 1968 | "Funeral" / "Pound Get a Blow"                                                                              | —                | —                | —                | —                | —                | —                | Apenas singles      |
| 1968 | "Stepping Razor" / "I'm Hurting Inside"                                                                     | —                | —                | —                | —                | —                | —                | Apenas singles      |
| 1968 | "Play Play Play" / "Don't Rock My Boat"                                                                     | —                | —                | —                | —                | —                | —                | Apenas singles      |
| 1968 | "Mus' Get a Beatin'" / "Fire Fire"                                                                          | —                | —                | —                | —                | —                | —                | Apenas singles      |
| 1968 | "Chances Are" / "The Lord Will Make a Way"                                                                  | —                | —                | —                | —                | —                | —                | Apenas singles      |
| 1969 | "Tread-O"                                                                                                   | —                | —                | —                | —                | —                | —                | Apenas singles      |
| 1969 | "Black Progress"                                                                                            | —                | —                | —                | —                | —                | —                | Apenas singles      |
| 1969 | "Trouble On the Road Again" / "Comma Comma"                                                                 | —                | —                | —                | —                | —                | —                | Apenas singles      |
| 1969 | "Give Me a Ticket"                                                                                          | —                | —                | —                | —                | —                | —                | Apenas singles      |
| 1969 | "Give Her Love"                                                                                             | —                | —                | —                | —                | —                | —                | Apenas singles      |
| 1969 | "Feel Alright" / "Rhythm"                                                                                   | —                | —                | —                | —                | —                | —                | Apenas singles      |

### 1970
| Ano  | Título                                            | Pico nas paradas | Pico nas paradas | Pico nas paradas | Pico nas paradas | Pico nas paradas | Pico nas paradas | Pico nas paradas | Álbum                   |
| Ano  | Título                                            | CAN              | NZ               | UK               | US               | US R&B           | US Dance         | AU               | Álbum                   |
| ---- | ------------------------------------------------- | ---------------- | ---------------- | ---------------- | ---------------- | ---------------- | ---------------- | ---------------- | ----------------------- |
| 1970 | "Oppressor Man"                                   | —                | —                | —                | —                | —                | —                | —                | Apenas singles          |
| 1970 | "Hold on to this Feeling"                         | —                | —                | —                | —                | —                | —                | —                | Apenas singles          |
| 1970 | "Run for Cover" / "Sun Is Shining"                | —                | —                | —                | —                | —                | —                | —                | Apenas singles          |
| 1970 | "Adam and Eve" / "Wisdom"                         | —                | —                | —                | —                | —                | —                | —                | Apenas singles          |
| 1970 | "Soul Shake Down Party"                           | —                | —                | —                | —                | —                | —                | —                | The Best of The Wailers |
| 1970 | "Stop the Train" / "Caution"                      | —                | —                | —                | —                | —                | —                | —                | The Best of The Wailers |
| 1970 | "Soon Come"                                       | —                | —                | —                | —                | —                | —                | —                | The Best of The Wailers |
| 1970 | "Rightful Ruler"                                  | —                | —                | —                | —                | —                | —                | —                | Apenas single           |
| 1970 | "My Cup"                                          | —                | —                | —                | —                | —                | —                | —                | Soul Rebels             |
| 1970 | "Small Axe"                                       | —                | —                | —                | —                | —                | —                | —                | Soul Rebels             |
| 1970 | "More Axe"                                        | —                | —                | —                | —                | —                | —                | —                | Apenas singles          |
| 1970 | "Man to Man"                                      | —                | —                | —                | —                | —                | —                | —                | Apenas singles          |
| 1970 | "Duppy Conqueror"                                 | —                | —                | —                | —                | —                | —                | —                | Soul Revolution         |
| 1970 | "Soul Rebel"                                      | —                | —                | —                | —                | —                | —                | —                | Soul Rebels             |
| 1971 | "Kaya"                                            | —                | —                | —                | —                | —                | —                | —                | Soul Revolution         |
| 1971 | "All in One"                                      | —                | —                | —                | —                | —                | —                | —                | Apenas singles          |
| 1971 | "Secondhand"                                      | —                | —                | —                | —                | —                | —                | —                | Apenas singles          |
| 1971 | "Downpressor"                                     | —                | —                | —                | —                | —                | —                | —                | Apenas singles          |
| 1971 | "Who Is Mr. Brown"                                | —                | —                | —                | —                | —                | —                | —                | Apenas singles          |
| 1971 | "African Herbsman" / "Keep on Moving"             | —                | —                | —                | —                | —                | —                | —                | Soul Revolution         |
| 1971 | "Dreamland"                                       | —                | —                | —                | —                | —                | —                | —                | Apenas single           |
| 1971 | "Send Me That Love" / "Love Light"                | —                | —                | —                | —                | —                | —                | —                | Apenas singles          |
| 1971 | "Let the Sun Shine on Me" / "I Like It Like This" | —                | —                | —                | —                | —                | —                | —                | Apenas singles          |
| 1971 | "Don't Rock My Boat"                              | —                | —                | —                | —                | —                | —                | —                | Soul Revolution         |
| 1971 | "Trenchtown Rock"                                 | —                | —                | —                | —                | —                | —                | —                | Apenas singles          |
| 1971 | "Screw Face"                                      | —                | —                | —                | —                | —                | —                | —                | Apenas singles          |
| 1971 | "Lively Up Yourself"                              | —                | —                | —                | —                | —                | —                | —                | Apenas singles          |
| 1971 | "Redder than Red"                                 | —                | —                | —                | —                | —                | —                | —                | Apenas singles          |
| 1971 | "Concrete Jungle"                                 | —                | —                | —                | —                | —                | —                | —                | Apenas singles          |
| 1971 | "Lick Samba"                                      | —                | —                | —                | —                | —                | —                | —                | Apenas singles          |
| 1971 | "Guava Jelly"                                     | —                | —                | —                | —                | —                | —                | —                | Apenas singles          |
| 1971 | "Craven Choke Puppy"                              | —                | —                | —                | —                | —                | —                | —                | Apenas singles          |
| 1971 | "Back Biter"                                      | —                | —                | —                | —                | —                | —                | —                | Apenas singles          |
| 1971 | "Satisfy My Soul Babe"                            | —                | —                | —                | —                | —                | —                | —                | Apenas singles          |
| 1971 | "Once Bitten"                                     | —                | —                | —                | —                | —                | —                | —                | Apenas singles          |
| 1971 | "Lion"                                            | —                | —                | —                | —                | —                | —                | —                | Apenas singles          |
| 1971 | "Here Comes the Sun"                              | —                | —                | —                | —                | —                | —                | —                | Apenas singles          |
| 1971 | "Satisfy My Soul Jah Jah"                         | —                | —                | —                | —                | —                | —                | —                | Apenas singles          |
| 1972 | "Distant Drums"                                   | —                | —                | —                | —                | —                | —                | —                | Apenas singles          |
| 1972 | "Dub Feeling"                                     | —                | —                | —                | —                | —                | —                | —                | Apenas singles          |
| 1972 | "Dog Teeth"                                       | —                | —                | —                | —                | —                | —                | —                | Apenas singles          |
| 1973 | "Stir It Up"                                      | —                | —                | —                | —                | —                | —                | —                | Catch a Fire            |
| 1973 | "Concrete Jungle"                                 | —                | —                | —                | —                | —                | —                | —                | Catch a Fire            |
| 1973 | "Get Up, Stand Up"                                | —                | 49               | —                | —                | —                | —                | —                | Burnin''                |
| 1973 | "I Shot the Sheriff"                              | —                | —                | 67               | —                | —                | —                | —                | Burnin''                |
| 1974 | "So Jah Seh"                                      | —                | —                | —                | —                | —                | —                | —                | Natty Dread             |
| 1975 | "No Woman, No Cry"                                | —                | 30               | 8                | —                | —                | —                | 97               | Live!                   |
| 1976 | "Jah Live"                                        | —                | —                | —                | —                | —                | —                | —                | Apenas single           |
| 1976 | "Johnny Was"                                      | —                | —                | —                | —                | —                | —                | —                | Rastaman Vibration      |
| 1976 | "Roots, Rock, Reggae"                             | —                | —                | —                | 51               | 37               | —                | —                | Rastaman Vibration      |
| 1976 | "Positive Vibration"                              | —                | —                | —                | —                | —                | —                | —                | Rastaman Vibration      |
| 1977 | "Exodus"                                          | —                | —                | 14               | 103              | 19               | —                | —                | Exodus                  |
| 1977 | "Waiting in Vain"                                 | —                | 38               | 27               | —                | 38               | —                | —                | Exodus                  |
| 1977 | "Jamming" / "Punky Reggae Party"                  | —                | —                | 9                | —                | —                | —                | 99               | Exodus/ Apenas single   |
| 1977 | "One Love/People Get Ready"                       | —                | 1                | 5                | —                | —                | —                | —                | Exodus                  |
| 1978 | "Rastaman Live Up"                                | —                | —                | —                | —                | —                | —                | —                | Apenas single           |
| 1978 | "Is This Love"                                    | —                | 8                | 9                | —                | —                | —                | 11               | Kaya                    |
| 1978 | "Blackman Redemption"                             | —                | —                | —                | —                | —                | —                | —                | Apenas single           |
| 1978 | "Satisfy My Soul"                                 | —                | —                | 21               | —                | —                | —                | —                | Kaya                    |
| 1979 | "So Much Trouble in the World"                    | —                | —                | 56               | —                | —                | —                | —                | Survival                |
| 1979 | "Survival"                                        | —                | —                | —                | —                | —                | —                | —                | Survival                |
| 1979 | "Zimbabwe"                                        | —                | —                | —                | —                | —                | —                | —                | Survival                |

### 1980
| Ano  | Título                                              | Pico nas paradas | Pico nas paradas | Pico nas paradas | Pico nas paradas | Pico nas paradas | Pico nas paradas | Pico nas paradas | Álbum         |
| Ano  | Título                                              | CAN              | NZ               | UK               | US               | US R&B           | US Dance         | AU               | Álbum         |
| ---- | --------------------------------------------------- | ---------------- | ---------------- | ---------------- | ---------------- | ---------------- | ---------------- | ---------------- | ------------- |
| 1980 | "Could You Be Loved"                                | —                | 2                | 5                | —                | 56               | 6                | 95               | Uprising      |
| 1980 | "Three Little Birds"                                | —                | —                | 17               | —                | —                | —                | —                | Exodus        |
| 1980 | "Redemption Song"                                   | —                | 22               | —                | —                | —                | —                | —                | Uprising      |
| 1981 | "Reggae on Broadway"                                | —                | 41               | —                | —                | 66               | —                | —                | Chances Are   |
| 1981 | "I Know"                                            | —                | —                | —                | —                | —                | —                | —                | Confrontation |
| 1982 | "Trench Town"                                       | —                | —                | —                | —                | —                | —                | —                | Confrontation |
| 1983 | "Buffalo Soldier"                                   | —                | 3                | 4                | —                | 71               | —                | 18               | Confrontation |
| 1984 | "One Love / People Get Ready" (Medley) (Re-Release) | —                | 1                | 5                | —                | —                | —                | 24               | Exodus        |

### 1990
| Ano  | Título                                                              | Pico nas paradas | Pico nas paradas | Pico nas paradas | Pico nas paradas | Pico nas paradas | Pico nas paradas | Pico nas paradas | Álbum                               |
| Ano  | Título                                                              | CAN              | NZ               | UK               | US               | US R&B           | US Dance         | AU               | Álbum                               |
| ---- | ------------------------------------------------------------------- | ---------------- | ---------------- | ---------------- | ---------------- | ---------------- | ---------------- | ---------------- | ----------------------------------- |
| 1992 | "Iron Lion Zion"                                                    | —                | 2                | 5                | —                | —                | —                | 71               | Songs of Freedom                    |
| 1992 | "Why Should I" / "Exodus"                                           | —                | —                | 42               | —                | —                | —                | —                | Songs of Freedom                    |
| 1995 | "Keep on Moving"                                                    | —                | 14               | 17               | —                | —                | —                | —                | Natural Mystic: The Legend Lives On |
| 1995 | "Easy Skanking"                                                     | —                | —                | —                | —                | —                | —                | —                | Natural Mystic: The Legend Lives On |
| 1996 | "What Goes Around Comes Around"                                     | —                | —                | 42               | —                | —                | —                | —                | Apenas singles                      |
| 1999 | "Sun Is Shining" (vs. Funkstar Deluxe)                              | 3                | 11               | 3                | —                | —                | 1                | 28               | Apenas singles                      |
| 1999 | "Turn Your Lights Down Low" (feat. Lauryn Hill)                     | —                | 1                | 15               | 104              | —                | —                | 69               | Chant Down Babylon                  |
| 1999 | "Kinky Reggae" (feat. The Marley Brothers & The Ghetto Youths Crew) | —                | —                | —                | —                | —                | —                | —                | Chant Down Babylon                  |

### 2000
| Ano  | Título                                   | Pico nas paradas | Pico nas paradas | Pico nas paradas | Pico nas paradas | Pico nas paradas | Pico nas paradas | Pico nas paradas | Álbum                                               |
| Ano  | Título                                   | CAN              | NZ               | UK               | US               | US R&B           | US Dance         | AU               | Álbum                                               |
| ---- | ---------------------------------------- | ---------------- | ---------------- | ---------------- | ---------------- | ---------------- | ---------------- | ---------------- | --------------------------------------------------- |
| 2000 | "Rainbow Country" (vs. Funkstar Deluxe)  | 12               | 27               | 11               | —                | —                | 7                | —                | Apenas single                                       |
| 2000 | "Jamming" (com MC Lyte)                  | —                | —                | 42               | —                | —                | —                | —                | Chant Down Babylon                                  |
| 2001 | "I Know a Place"                         | —                | —                | —                | —                | —                | —                | —                | One Love: The Very Best of Bob Marley & The Wailers |
| 2005 | Slogans"                                 | —                | —                | 45               | —                | —                | —                | —                | Africa Unite: The Singles Collection                |
| 2005 | "Africa Unite" (will.i.am Remix)         | —                | —                | 49               | —                | —                | —                | —                | Africa Unite: The Singles Collection                |
| 2005 | "Stand Up Jamrock" (Ashley Beedle Remix) | —                | —                | 56               | —                | —                | —                | —                | Africa Unite: The Singles Collection                |

## Vídeos

### Álbuns em vídeo
- Live at The Rainbow (1978)
- The Bob Marley Story: Caribbean Nights (1982)

### Vídeos musicais
| Ano  | Título                                          | Diretor(es)             |
| ---- | ----------------------------------------------- | ----------------------- |
| 1977 | "Stir It Up"                                    |                         |
| 1977 | "Exodus"                                        | Don Letts & Rick Elgood |
| 1977 | "Waiting in Vain"                               |                         |
| 1978 | "Is This Love"                                  |                         |
| 1978 | "Satisfy My Soul"                               |                         |
| 1980 | "Could You Be Loved"                            | John Mills              |
| 1981 | "Redemption Song"                               | Mark Robinson           |
| 1983 | "Buffalo Soldier"                               | Bruno Tilley            |
| 1984 | "One Love/People Get Ready"                     |                         |
| 1992 | "Iron Lion Zion"                                |                         |
| 1995 | "Keep On Moving"                                | Simon Maxwell           |
| 1996 | "What Goes Around Comes Around"                 | Cedella Marley          |
| 1999 | "Sun Is Shining" (vs. Funkstar Deluxe)          | Niels Birkemos          |
| 1999 | "Turn Your Lights Down Low" (feat. Lauryn Hill) | Francis Lawrence        |
| 2000 | "Rainbow Country" (vs. Funkstar Deluxe)         | Andreas Tibblin         |
| 2000 | "Jammin'" (feat. MC Lyte)                       | Frank Sacramento        |
| 2001 | "Soul Shakedown Party" (Remix)                  | Martin Smith            |
| 2005 | "Slogans"                                       | Adrian Moat             |